# نيكولا ميرزا
نيكولا ميرزا (بالفرنسية: Nicolas Mirza)‏ (18 نوفمبر 1984 بابيني-سور-سين في فرنسا - ) هو لاعب كرة قدم فرنسي في مركز الوسط. شارك مع منتخب مارتينيك لكرة القدم. أما مع النوادي، فقد لعب مع باريس سان جيرمان وفوريست غرين ونادي باريس ونادي باسي فالي أور ويوفل تاون ونادي كويفيلي ونادي ويموث.

## وصلات خارجية
- نيكولا ميرزا على موقع قاعدة بيانات كرة القدم.إي يو (الإنجليزية)
- نيكولا ميرزا على موقع ناشيونال فوتبول تيمز (الإنجليزية)
- نيكولا ميرزا على موقع Soccerbase.com (لاعب) (الإنجليزية)
- نيكولا ميرزا على موقع Soccerway.com (الإنجليزية)